# Metangula
Metangula – miasto na Mozambiku, w prowincji Niasa.